# 渡辺政隆
渡辺 政隆（わたなべ まさたか、1955年 - ）は、日本のサイエンスライター、翻訳家。筑波大学広報室教授を経て、東北大学広報室特任教授、同志社大学生命医科学部医生命システム学科特別客員教授。専門は科学史、進化生物学、科学コミュニケーション。

## 略歴
新潟県生まれ。石川県立金沢二水高等学校を経て、東京大学大学院農学系研究科修士課程修了、1985年東京大学大学院農学系研究科農業生物学専攻単位取得満期退学。
2002年文部科学省科学技術政策研究所上席研究官、2008年独立行政法人科学技術振興機構科学コミュニケーションスーパーバイザー、2009年独立行政法人科学技術振興機構エキスパート（科学コミュニケーション推進担当）、2012年1月筑波大学教授（広報室サイエンスコミュニケーター）。文部科学省科学技術政策研究所客員研究官、和歌山大学客員教授、日本大学芸術学部客員教授、奈良先端科学技術大学院大学バイオサイエンス研究科客員教授。

## 著書
- 『ガラガラヘビの体温計 生物の進化と<超能力>をめぐる旅』（TDK株式会社編、河出書房新社） 1991
- 『DNAの謎に挑む 遺伝子探究の一世紀』（朝日選書） 1998
- 『シーラカンスの打ちあけ話 生きものたちの生態と進化』（廣済堂出版） 2002
- 『一粒の柿の種 サイエンスコミュニケーションの広がり』（岩波書店） 2008
- 『ダーウィンの夢』（光文社新書） 2010
- 『ダーウィンの遺産 : 進化学者の系譜』（岩波書店、岩波現代全書） 2015
- 『科学で大切なことは本と映画で学んだ』（みすず書房） 2021
- 『科学の歳事記 - どんぐりから宇宙へ』（教育評論社） 2021

### 共著
- 『地球という奇跡を見つめて わたしたちの星をめぐる60の物語 サイエンス・インフォメーション』（吉岡安之共著、TDK株式会社監修・編、テン・ブックス） 1995

## 翻訳
- 『猛獣はなぜ数が少ないか 生態学への招待』（ポール・コリンヴォー、樋口広芳共訳、早川書房） 1982
- 『キリンの首 ダーウィンはどこで間違ったか』（フランシス・ヒッチング、樋口広芳共訳、平凡社） 1984
- 『進化の博物学 めくるめく生物の多様性』（ヴィクター・B・シェファー、榊原充隆共訳、平河出版社） 1986
- 『進化思想のトポグラフィ』（Th.A.グージほか、大谷隆昶, 浜口稔, 栂正行共訳、平凡社、叢書ヒストリー・オヴ・アイディアズ） 1987
- 『サボテンと捕虫網 ソノーラ砂漠のフィールドノート』（ジョン・アルコック、鈴木信彦共訳、平河出版社） 1988
- 『競馬の動物学 ホース・ウォッチング』（デズモンド・モリス、平凡社） 1989
- 『動物は何を考えているか』（ドナルド・R・グリフィン、どうぶつ社、自然誌選書） 1989
- 『本草図説 3 動物』（高木春山、新妻昭夫と校註、リブロポート、江戸博物図鑑） 1989
- 『恐竜のすべて』（D・ノーマン、平凡社、こども動物大百科 別巻） 1990
- 『動物との契約 人間と自然の共存のために』（デズモンド・モリス、平凡社） 1990
- 『ネメシス騒動 恐竜絶滅をめぐる物語と科学のあり方』（デイヴィッド・M・ラウプ、平河出版社） 1990
- 『進化論裁判 モンキー・ビジネス』（ナイルズ・エルドリッジ、平河出版社） 1991
- 『ネコの宗教 動物崇拝の原像』（ニコラス・ソーンダズ、平凡社、イメージの博物誌） 1992
- 『新・進化論 自然淘汰では説明できない!』（ロバート・オークローズ, ジョージ・スタンチュー、平凡社） 1992
- 『翼竜』（ペーター・ヴェルンホファー、平凡社、動物大百科 別巻2） 1993
- 『幻のマウンテンライオン』（エドワード・ホーグランド、東京書籍、シリーズ・ナチュラリストの本棚） 1993
- 『大絶滅 遺伝子が悪いのか運が悪いのか?』（デイヴィッド・M・ラウプ、平河出版社） 1996
- 『ウイルス・ハンター CDCの疫学者たちと謎の伝染病を追う』（エド・レジス、早川書房） 1997
  - 『ウイルス・ハンター アメリカCDCの挑戦と死闘』（エド・レジス、ハヤカワ文庫） 2020
- 『消された科学史』（ジョナサン・ミラーほか、大木奈保子共訳、みすず書房） 1997
- 『PCRの誕生 バイオテクノロジーのエスノグラフィー』（ポール・ラビノウ、みすず書房） 1998、新装版 2020
- 『川が死で満ちるとき 環境汚染が生んだ猛毒プランクトン』（ロドニー・バーカー、大木奈保子共訳、草思社） 1998
- 『ダーウィン 1809-1851 世界を変えたナチュラリストの生涯』（エイドリアン・デズモンド, ジェイムズ・ムーア、工作舎） 1999
- 『世界の知性が語る21世紀』（S・グリフィスス編、松下展子共訳、岩波書店） 2000
- 『水辺で起きた大進化』（カール・ジンマー、早川書房） 2000
- 『拝啓ダーウィン様 進化論の父との15通の往復書簡』（ガブリエル・ドーヴァー、光文社） 2001
- 『バイオ研究室の表と裏 エッグ&エゴ』（J・M・W・スラック、佐竹弓月共訳、新思索社） 2001
- 『ダーウィンと家族の絆 長女アニーとその早すぎる死が進化論を生んだ』（ランドル・ケインズ、松下展子共監訳、白日社） 2003
- 『「進化」大全 ダーウィン思想：史上最大の科学革命』（カール・ジンマー、光文社） 2004
- 『ドクター・タチアナの男と女の生物学講座 セックスが生物を進化させた』（オリヴィア・ジャドソン、光文社） 2004
- 『ダーウィンのミミズ、フロイトの悪夢』（アダム・フィリップス、みすず書房） 2006
- 『眼の誕生 カンブリア紀大進化の謎を解く』（アンドリュー・パーカー、今西康子共訳、草思社） 2006
- 『シマウマの縞 蝶の模様 エボデボ革命が解き明かす生物デザインの起源』（ショーン・B・キャロル、経塚淳子共訳、光文社） 2007
- 『科学力のためにできること 科学教育の危機を救ったレオン・レーダーマン』（Stephanie Pace Marshall, Judith A.Scheppler, Marshall, Michael J.Palmisano 編、監訳、野中香方子訳、近代科学社） 2008
- 『100の知識』（日本語版監修、文研出版） 2008 -
- 『クローズアップ大図鑑』（イゴール・ジヴァノヴィッツ、日本語版監修、ポプラ社） 2009
- 『種の起源』上・下（ダーウィン、光文社古典新訳文庫） 2009
- 『サイエンスライティング 科学を伝える技術』（デボラ・ブラム, メアリー・クヌードソン, ロビン・マランツ・ヘニグ編、監訳、今西康子, 山越幸江訳、地人書館） 2013
- 『ダーウィンが見たもの』（ミック・マニング, ブリタ・グランストローム、福音館書店） 2014
- 『ビッグヒストリー入門 科学の力で読み解く世界史』（デヴィッド・クリスチャン、WAVE出版） 2015
- 『ミミズによる腐植土の形成』（ダーウィン、光文社古典新訳文庫） 2020
- 『ダーウィンが愛した犬たち　進化論を支えた陰の主役』（エマ・タウンゼンド、勁草書房） 2020
- 『ロウソクの科学』（ファラデー、光文社古典新訳文庫） 2022
- 『沈黙の春』（レイチェル・カーソン、光文社古典新訳文庫） 2024

### スティーヴン・ジェイ・グールド
- 『個体発生と系統発生（英語版） 進化の観念史と発生学の最前線』（スティーヴン・J・グールド、仁木帝都共訳、工作舎） 1988
- 『ニワトリの歯 進化論の新地平』（スティーヴン・ジェイ・グールド、三中信宏共訳、早川書房） 1988、のち文庫
- 『時間の矢・時間の環 地質学的時間をめぐる神話と隠喩』（スティーヴン・J・グールド、工作舎） 1990
- 『嵐のなかのハリネズミ』（スティーヴン・ジェイ・グールド、早川書房） 1991
- 『ワンダフル・ライフ バージェス頁岩と生物進化の物語』（スティーヴン・ジェイ・グールド、早川書房） 1993、のち文庫
- 『八匹の子豚 種の絶滅と進化をめぐる省察』（スティーヴン・ジェイ・グールド、早川書房） 1996
- 『暦と数の話 グールド教授の2000年問題』（スティーヴン・ジェイ・グールド、早川書房） 1998
- 『フルハウス - 生命の全容 四割打者の絶滅と進化の逆説』（グールド、早川書房） 1998、のち文庫
- 『干し草のなかの恐竜 化石証拠と進化論の大展開』（グールド、早川書房） 2000
- 『ダ・ヴィンチの二枚貝 進化論と人文科学のはざまで』（グールド、早川書房） 2002
- 『マラケシュの贋化石 進化論の回廊をさまよう科学者たち』（グールド、早川書房） 2005
- 『ぼくは上陸している 進化をめぐる旅の始まりの終わり』（グールド、早川書房） 2011
- 『進化理論の構造』1・2（スティーヴン・ジェイ・グールド、工作舎） 2021

### バーンド・ハインリッチ
- 『ヤナギランの花咲く野辺で 昆虫学者のフィールドノート』（ベルンド・ハインリッチ、どうぶつ社、自然誌選書） 1985
- 『ブボがいた夏 アメリカワシミミズクと私』（ベルンド・ハインリッチ、平河出版社） 1993
- 『ワタリガラスの謎』（バーンド・ハインリッチ、どうぶつ社） 1995
- 『熱血昆虫記 虫たちの生き残り作戦』（バーンド・ハインリッチ、榊原充隆共訳、どうぶつ社） 2000

### リチャード・フォーティ
- 『生命40億年全史』（リチャード・フォーティ、草思社） 2003、草思社文庫（上・下） 2013
- 『地球46億年全史』（リチャード・フォーティ、野中香方子共訳、草思社） 2009
- 『乾燥標本収蔵1号室 大英自然史博物館 迷宮への招待』（リチャード・フォーティ、野中香方子共訳、NHK出版） 2011

## 参考
- ダーウィンのミミズ、フロイトの悪夢 - 紀伊国屋書店BookWeb
- 渡辺政隆 - みすゞ書房